# Saline Salzliebenhalle
Die Saline Salzliebenhalle war eine ab dem 7. Jahrhundert und bis ins 20. Jahrhundert betriebene Saline im Gebiet der heutigen Altstadt von Salzgitter-Bad. Sie lag westlich des Ratskellers an der Stelle, wo später der Kurpark angelegt wurde und heute der Rosengarten liegt. Die Saline wurde auch Saline Liebenhalle oder Saline Salzgitter genannt.

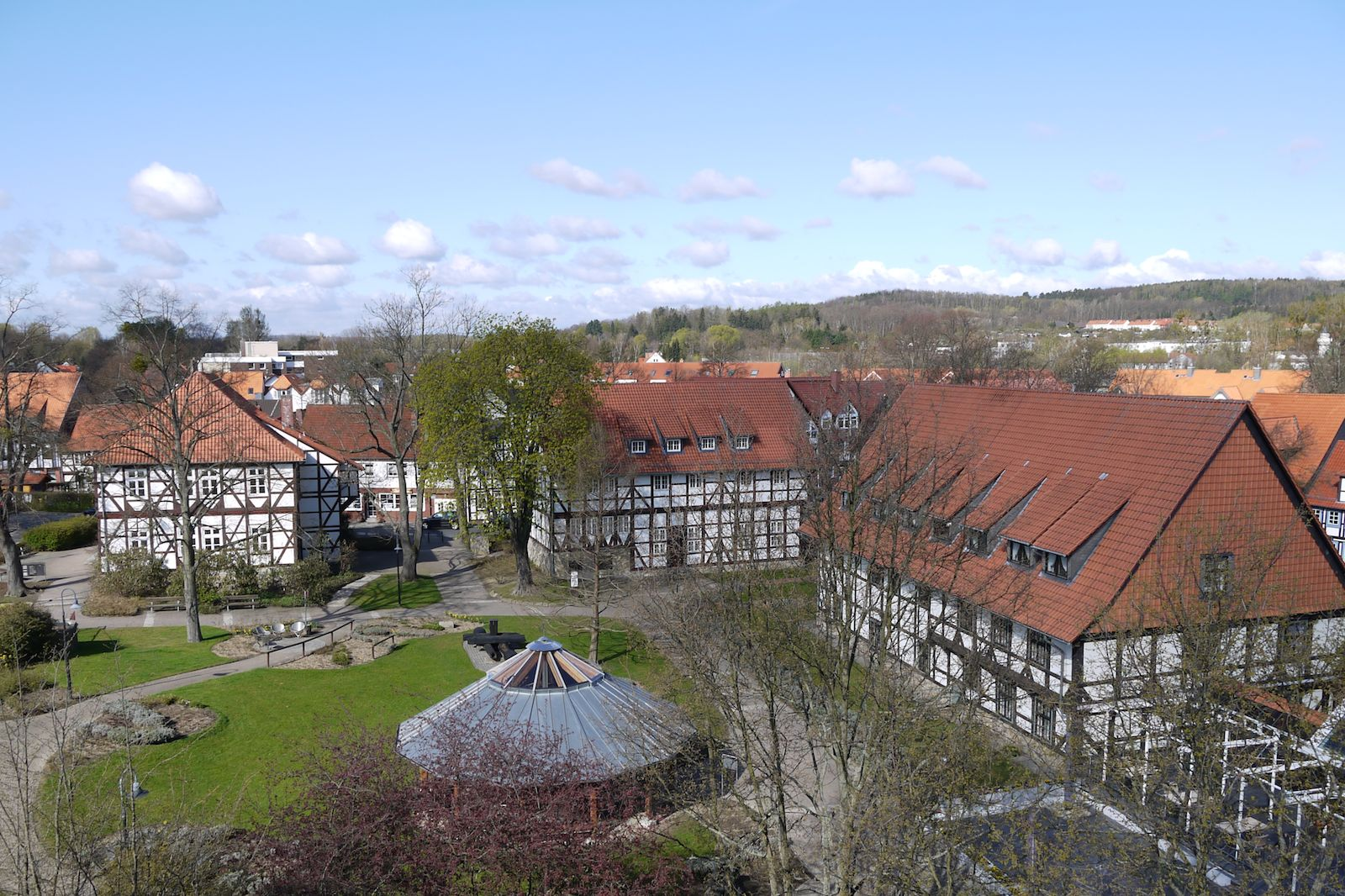
Der frühere Standort der Saline in der Altstadt von Salzgitter-Bad, heute der Rosengarten. Von links: Tillyhaus, Kniestedter Gutshaus, Garßenhof und im Vordergrund der Gradierpavillon von 2009

## Geologie
Salzgitter-Bad liegt auf der Achse des Salzgitterer Sattels, einem von mehreren Schmalsätteln im nördlichen Harzvorland, die durch den Aufstieg von Salzmauern entstanden. Die entsprechenden Salzschichten hatten sich vor etwa 250 Millionen Jahren im Zechsteinmeer abgelagert. Die Basis dieser Abfolge liegt heute in etwa 2000 bis 3000 Metern Tiefe. Dank seiner speziellen physikalischen Eigenschaften ist das Salz durch den Druck des Deckgebirges im Verlauf der vergangenen Jahrmillionen an Störungen bis fast zur Oberfläche aufgestiegen (sog. Halokinese) und bildete so Salzstöcke und Salzmauern. In Salzgitter-Bad liegt der Salzspiegel (die obere Begrenzung des Salzes) in einer Tiefe von 180 bis 200 Metern.

## Geschichte der Saline

### Anfänge der Salzsiederei

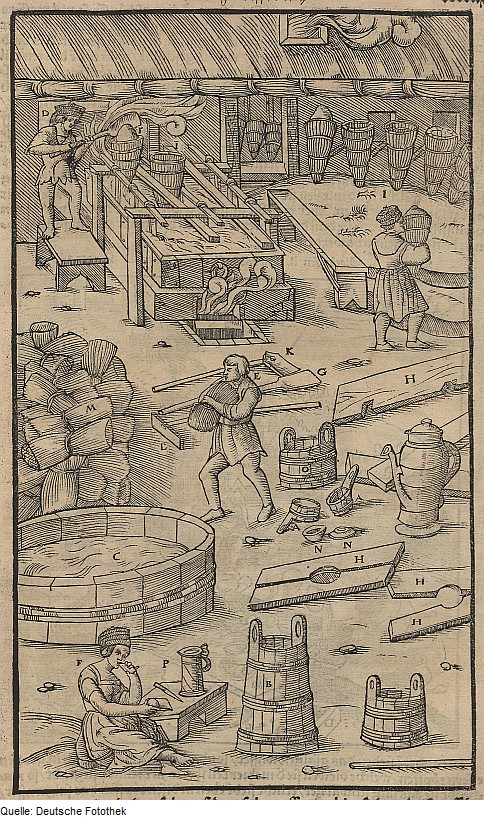
Salzgewinnung nach Agricola (1494–1555)

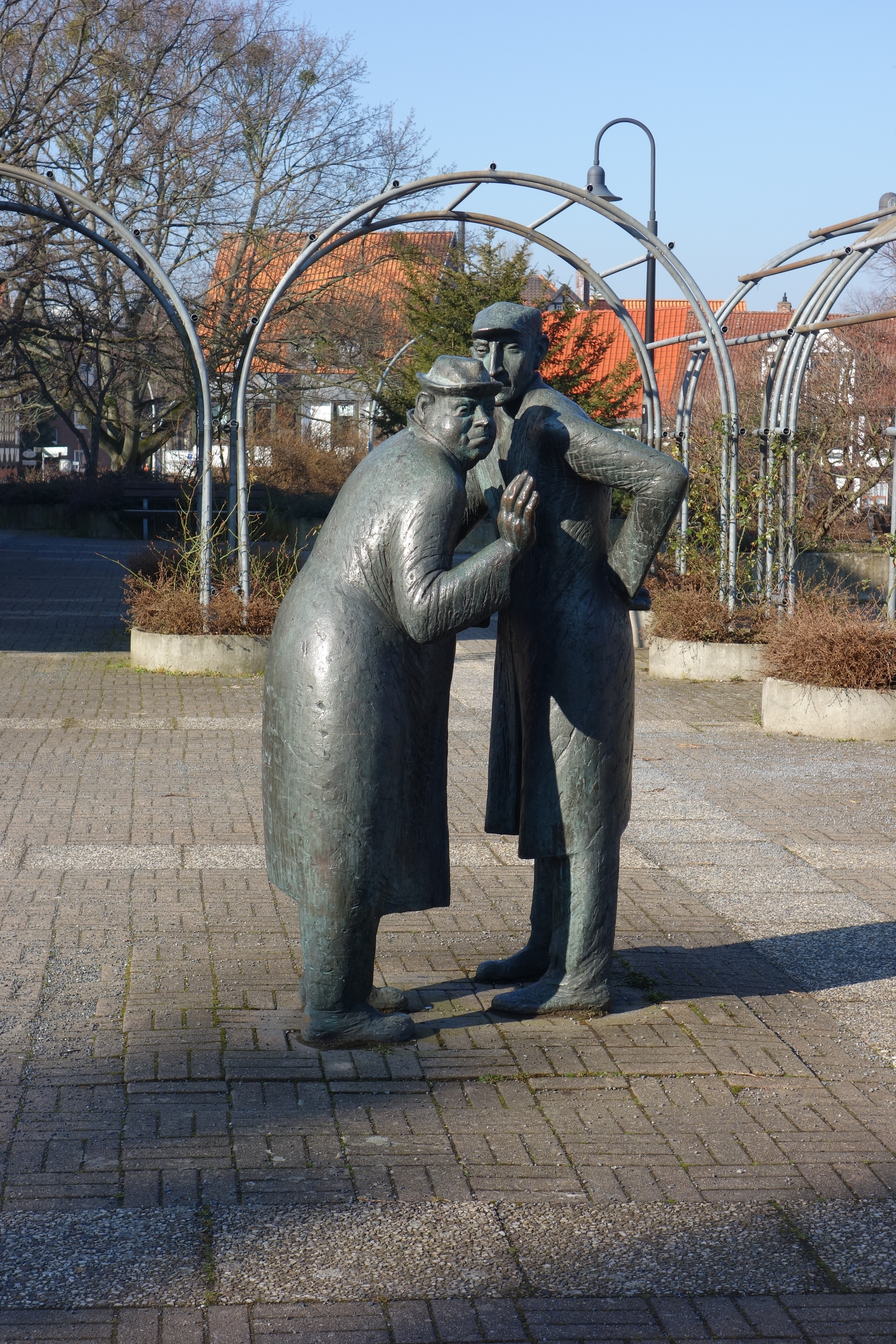
Bronzeskulptur „Die Salzsieder“ von Siegfried Zimmermann im Rosengarten

Die Salzquelle im Bereich der heutigen Altstadt von Salzgitter-Bad war wahrscheinlich schon in der Jungsteinzeit bekannt. Darauf deuten Fundstellen rund um die Altstadt des heutigen Salzgitter-Bad hin. Bei Ausgrabungen in den 1970er Jahren vor dem Bau einer Tiefgarage am Marienplatz wurden Siederückstände gefunden, nach denen eine Salzgewinnung schon um das Jahr 600 stattfand. Die Gegend war zu dieser Zeit stark versumpft und schwer zugänglich. Die Salzsieder wohnten daher in den benachbarten Orten Vöppstedt (früher Veppstedt, im Osten), Gitter (im Westen) und Kniestedt (im Nordosten).
Um 800 erscheint der Salzgau (damals „Saltga“ oder „Soltga“ genannt) in der fränkischen Gauverfassung. Im Volksmund wurde er auch „Dat Grote Solt“ genannt, wodurch die Nutzung der Salzquelle indirekt bestätigt wird. In einer Urkunde Heinrichs III. von 1051 wird erstmals der Name „Salzgau“ (comecia Saltga, pagus Saltgo) erwähnt.
Aus der Anfangszeit sind mindestens zwei Salzquellen bekannt, die ausgebeutet wurden. Der „grote Soltborn“ lag mitten im Sumpf; hier hatten die Vöppstedter Siedler einen Brunnen zur Förderung der Sole angelegt. Ein zweiter Brunnen, den die Siedler aus Gitter betrieben, lag weiter westlich am Rand des Sumpfes auf dem „Soltkamp“. Als der Vöppstedter Brunnen 1272 versiegte, wurde er mit Hilfe der Brunnenbauer vom Kloster Steterburg repariert. Im folgenden Jahr versiegte auch der Gittersche Brunnen, konnte aber nicht mehr instand gesetzt werden. Die Salzsieder aus Gitter bezogen ihre Sole daraufhin aus der Vöppstedter Quelle.
1086 übertrug Kaiser Heinrich IV. die Pfalz Werla mit etwa 300 Hufen Land an den Bischof Udo von Hildesheim. Hierzu gehörten auch die Salzquellen um Vöppstedt, Gitter und Kniestedt, die bis dahin zum königlichen Regal zählten. Durch weitere Verlehnungen waren schließlich viele Adelige und Klöster der Umgebung an der Salzausbeute beteiligt, so z. B. die Herren von Wallmoden, von Cramm, von Oberg, von Schwichelt und von Bortfeld. Zu den berechtigten Klöstern der Umgebung zählten die Klöster Steterburg, Ringelheim, Grauhof, Dorstadt, Heiningen und Wöltingerode.
Die erste direkte Erwähnung der Salzquellen findet sich in einer Urkunde vom 22. Mai 1125, in der Bischof Berthold I. von Hildesheim dem Frauenkloster Backenrode (heute Marienrode bei Hildesheim) eine Pfannenstelle in Gitter („unum panstel in Gethere“) übertrug. Nachdem der Ort lange nur als „Dat Solt“ oder „Dat Saltz“, 1344/45 auch als „salina Knistidde“ (Saline bei Kniestedt) und „Salz to Vepstedt“ bezeichnet wurde, erschien 1370 erstmals zur Abgrenzung gegenüber anderen Salzwerken der Name „Up dem Solte to Gytere“ (also „Das Salz bei Gitter“), aus dem sich bis 1533 der Name „Salzgitter“ entwickelte.
Bereits um 1273 war der Salinenbezirk der Gemeinden Gitter und Vöppstedt von einem palisadenbewehrten Wall mit einem davorliegenden Graben umgeben. Der sumpfige Bereich um die Salzquellen war zuvor durch jahrelange, bis zu sieben Meter hohe Aufschüttungen trockengelegt worden. Die Vöppstedter hatten zudem ihren Zugangsweg durch Bohlen gangbar gemacht – noch heute trägt die Straße den Namen „Bohlweg“. Um diese Zeit gab es bereits 47 Salzkoten, die von Einwohnern aus Vöppstedt, Gitter und Haverlah betrieben wurden. Je Kote musste ein Stück Salz (in Salzgitter damals 50 bis 55 Liter) für die Siedeberechtigung entrichtet werden.
Im Westteil der Salzquellen hatten sich die Salzsieder aus Gitter angesiedelt, die aus Vöppstedt im Ostteil. Der Ort war etwa 10 ha groß, nach außen führten drei Tore, das Vöppstedter Tor im Osten, im Nordosten das Kniestedter Tor und das Haverlaher- oder Gittertor im Westen. Die Tore wurden 1531 und 1549 urkundlich bestätigt. Bis 1350 waren auch die Bewohner von Vöppstedt in den befestigten Bereich gezogen, ihr Ort fiel danach wüst.

### Übernahme der Saline durch das Herzogtum Braunschweig
Nach Ende der Hildesheimer Stiftsfehde (1519–1523) musste das Bistum Hildesheim große Teile seines Gebietes an das Fürstentum Braunschweig-Wolfenbüttel abtreten. Dazu zählte auch das Amt Liebenburg, zu dem Salzgitter mit seinen Salzquellen damals gehörte. Mit der Belehnung durch Kaiser Karl V. ging das Salzregal 1530 an Herzog Heinrich den Jüngeren über, der die Saline seiner Verwaltung unterstellte. Das nun herzogliche Salzwerk wurde nach dem nahen Amtssitz Liebenburg „Salzliebenhalle“ genannt und wurde eine selbständige Gemeinde, die dem Herzog unterstellt und unabhängig von der Stadt Salzgitter war. Seit 1589 zählte das Salzwerk zum Privatbesitz des fürstlich-braunschweigischen Hauses. Dies blieb auch nach 1643 so, als das Herzogtum Braunschweig die Gebiete des ehemaligen „Großen Stifts“ wieder an das Bistum Hildesheim zurückgeben musste. Salzliebenhalle war seitdem eine herzoglich-braunschweigische Enklave im hildesheimischen Salzgitter.
Die Verhandlungen des Herzogs mit den bisherigen Lehnsherren der Saline, dem Adel und den Klöstern, dauerten teilweise bis 1558. Als Ergebnis wurde dem Herzog der Betrieb der Siedekoten zugestanden, für die im Gegenzug ein jährlicher Ausgleich in Form eines „Zinssalzes“ von insgesamt 24 Tonnen Salz zu zahlen war. Nach 1897 ersetzten Geldzahlungen diesen Ausgleich. Das Salzwerk wurde der staatlichen Verwaltung des Herzogtums unterstellt und die „Pfänner“, die Betreiber der Siedekoten, mussten ihre Siedepfannen an einen vom Herzog benannten Salzgrafen verpachten. Im Gegenzug erhielten sie eine Entschädigung von insgesamt 541 Gulden und 41 Groschen. Viele der ehemals selbstständigen Salzsieder wurden später entlassen. An ihre Stelle traten billigere hessische Arbeitskräfte des Salzgrafen.
Nach langen Verhandlungen schloss Herzog Heinrich Julius am 20. Oktober 1589 einen Vertrag mit der Gemeinde, in dem die Einwohner auf ihre ererbten Rechte verzichteten und sie an den Herzog abtraten. Der Gemeinde wurden als Ersatz für die entgangenen Einnahmen drei Pfennig für jedes gesottene Werk Salz zugestanden. Zusätzlich verkaufte der Herzog das Brauhaus an die Stadt Salzgitter und erteilte der Stadt das Braurecht.
Nachdem 1634 mit Herzog Friedrich Ulrich die Wolfenbütteler Linie des Fürstentums Braunschweig-Wolfenbüttel ausgestorben war, wurde das Salzwerk Kommunionssalzwerk (Kommunion = gemeinsame Verwaltung) der Welfen, wobei das „Haus Lüneburg“ 4/7 der Anteile und das „Neue Haus Braunschweig“ 3/7 der Anteile hielt. Zur Verwaltung wurde ein Direktorium eingesetzt, das jährlich zwischen den beiden Häusern wechselte.

### Betrieb des Salzwerkes ab dem 16. Jahrhundert

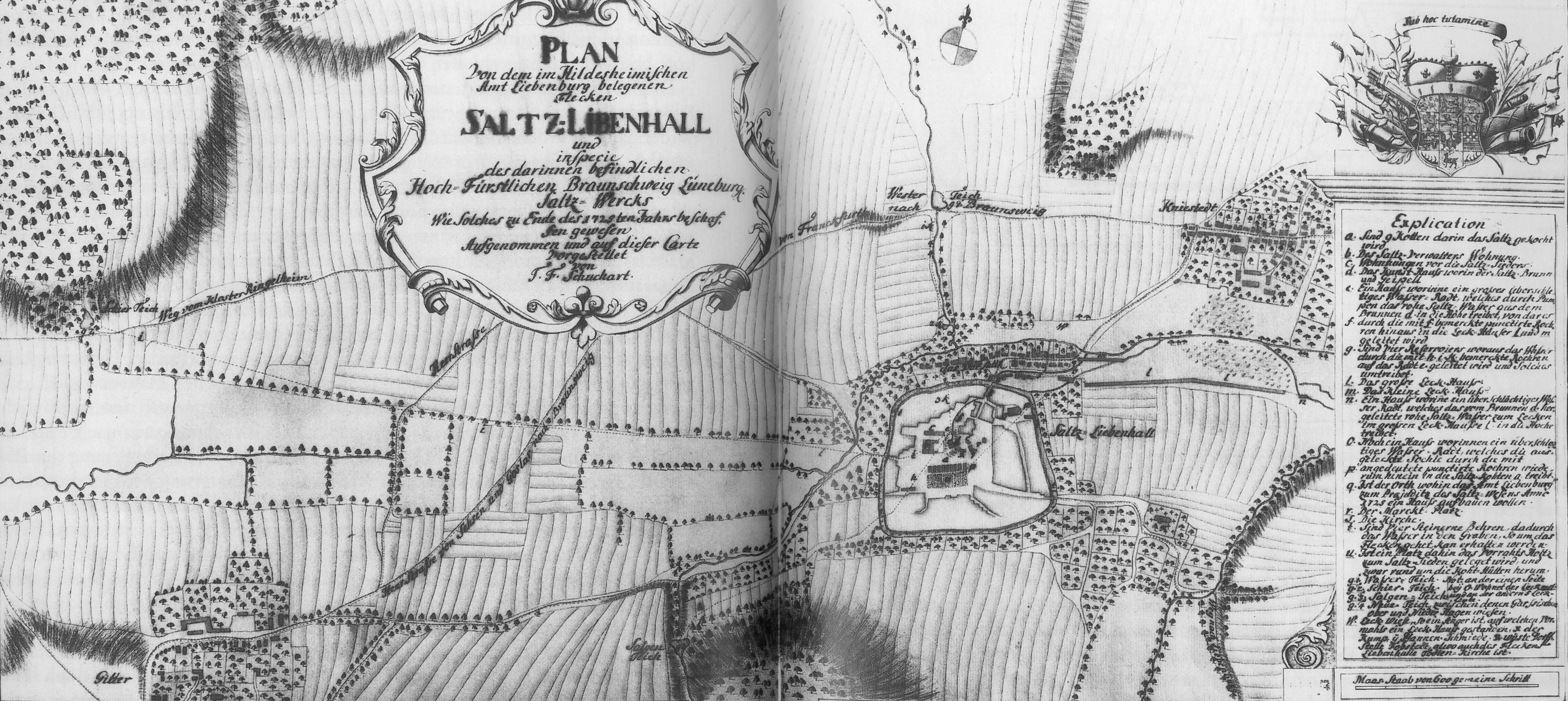
Schuchartsche Karte der Saline Salzliebenhalle von 1725

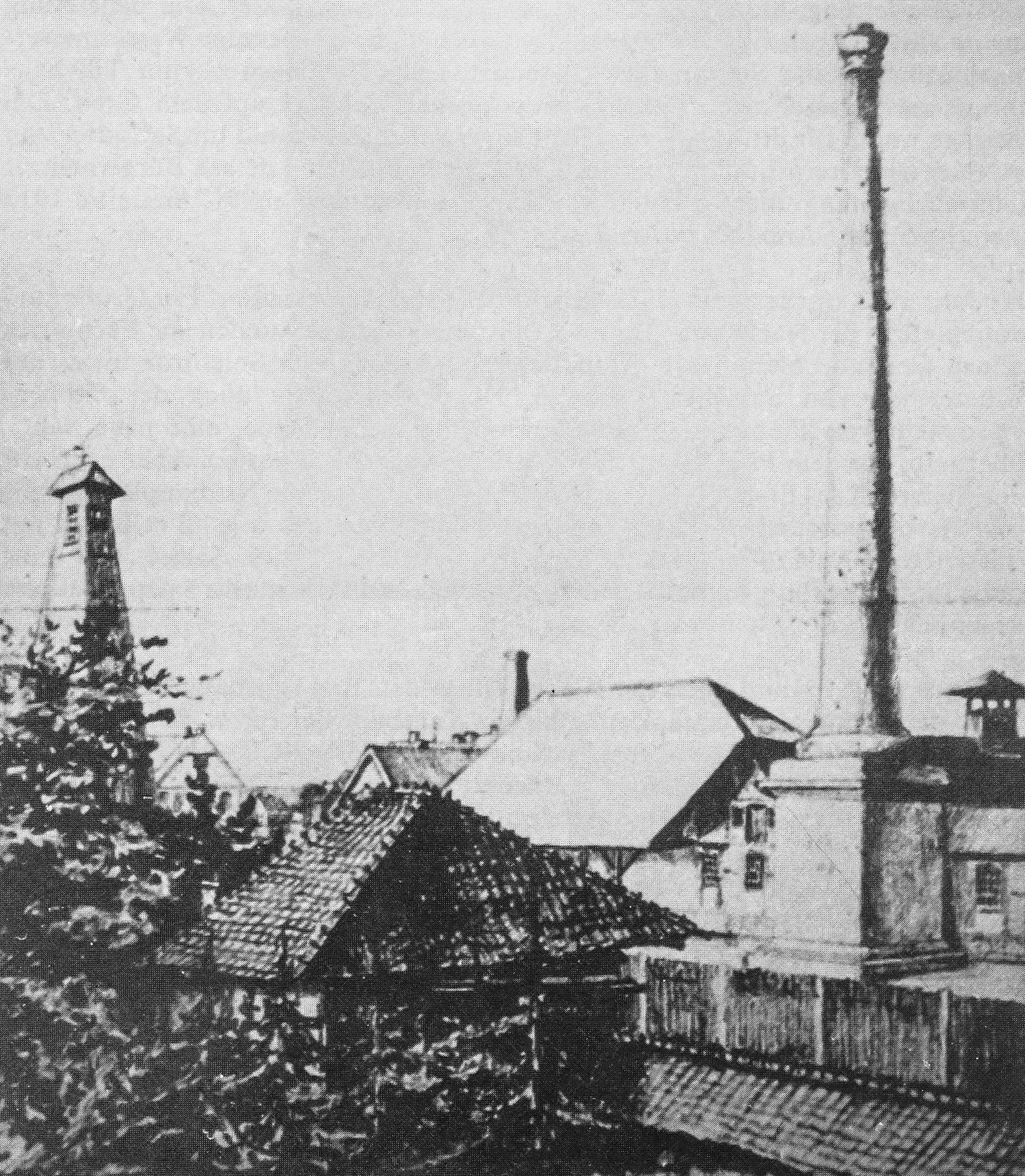
Saline mit Bohrturm und Siedehaus (1853)

Herzog Julius (Regierungszeit 1568–1589) ließ zu Beginn seiner Amtszeit die Saline modernisieren. Vorrangiges Ziel war es, den immensen Holzverbrauch zu senken. So wurden 1548 z. B. knapp 9000 Schock Wasen benötigt (Wasen sind Knüppelhölzer, die zu Bündeln zu je 60 Stück [= ein Schock] zusammengefasst wurden). Da damals für den Transport von einem Schock Wasen drei Karren erforderlich waren, mussten im Laufe eines Jahres mehr als 25.000 Karren Holz angeliefert werden.
In der Frühzeit der Salzgewinnung wurde die Sole in Tontiegeln erhitzt, ab dem 14./15. Jahrhundert setzte sich die Verwendung von 1–4 m² großen eisernen Siedepfannen durch. Während der Amtszeit des Herzogs Julius wurde die sogenannte „Juliushaller Siedepfanne“ („Juliushall“ war die vom Herzog gegründete Saline von Bad Harzburg) eingeführt, bei der fünf Pfannen übereinander angeordnet waren. Die unterste war die eigentliche Siedepfanne. In den anderen Pfannen wurde die Restwärme genutzt, sodass das immer knapper werdende Siedeholz besser ausgenutzt werden konnte. Die Anzahl der Pfannen konnte so von dreißig im Jahr 1548 bis auf neun im Jahr 1614 reduziert werden.
Weiter wurden Versuche mit der Strohgradierung zur Anreicherung der Sole durchgeführt. Ein erstes solches Gradierwerk wurde 1574 in der Nähe des heutigen Bahnhofs gebaut. In diesen Gradierwerken wurde die Sole über hoch geschichtete Stroh- oder später Reisigbündel geschüttet und rieselte von dort in die Auffangbecken zurück. Dabei verdunstete ein Teil des Wassers und ein Teil der Verunreinigungen der Sole setzte sich im Reisig ab. Mit diesem Verfahren konnte der Salzgehalt der Sole von 6–7 % auf etwa 20 % gesteigert werden, sodass beim anschließenden Sieden nur noch die Hälfte an Holz benötigt wurde. Nachdem sich der Vorteil des Gradierverfahrens gezeigt hatte, wurde 1609 ein größeres, 450 Meter langes Gradierwerk an einer windgünstig gelegenen Stelle zwischen Kniestedt und Salzgitter (etwa auf dem heutigen Pfingstanger) gebaut. Der Platz war zum Schutz gegen Übergriffe mit Wall und Graben umgeben. Zur Gradierung wurde anstelle des immer knapper werdenden Strohs häufig auch Birkenreisig eingesetzt, 1745 ging man zur Dorngradierung über (Einsatz von Schwarzdorn anstelle von Stroh).
Der Solebrunnen war anfangs etwa 6 m tief, musste aber immer weiter vertieft werden und war 1849, als Schloenbach seine Bohrung bis in den Salzstock ansetzte, 15 m tief. Die Sole aus den Brunnen wurde anfangs mit Eimern gehoben; nach 1273 wurden sie über Treträder oder mithilfe einer Rosskunst (Pferdegöpel) zu den Siedepfannen gepumpt. Mit dem Aufbau des ersten Gradierwerkes setzte man eine Wasserkunst ein, wie sie bereits im Oberharzer Bergbau verwendet wurde. Bis zu vier oberschlächtig getriebene Kunsträder mit einem Durchmesser von 5 m waren im Einsatz, um die Sole aus dem Brunnen zu pumpen, sie zum Gradierwerk zu drücken und von dort wieder zurück zu den Siedepfannen. Das zum Antrieb der Kunsträder notwendige Wasser kam aus vier Teichen der Umgebung, dem Salgenteich (südlich der Solquelle), dem Schierenteich (bei Gitter), dem Westerteich (Kniestedt, heute Erikastraße) und dem Neuen Teich oder Waldteich (unterhalb des Thermalsolebades). Bei Wasserknappheit im Sommer oder wenn die Rohre bei starkem Frost zufroren, wurden die Pferdegöpel aber noch bis 1837/38 betrieben.

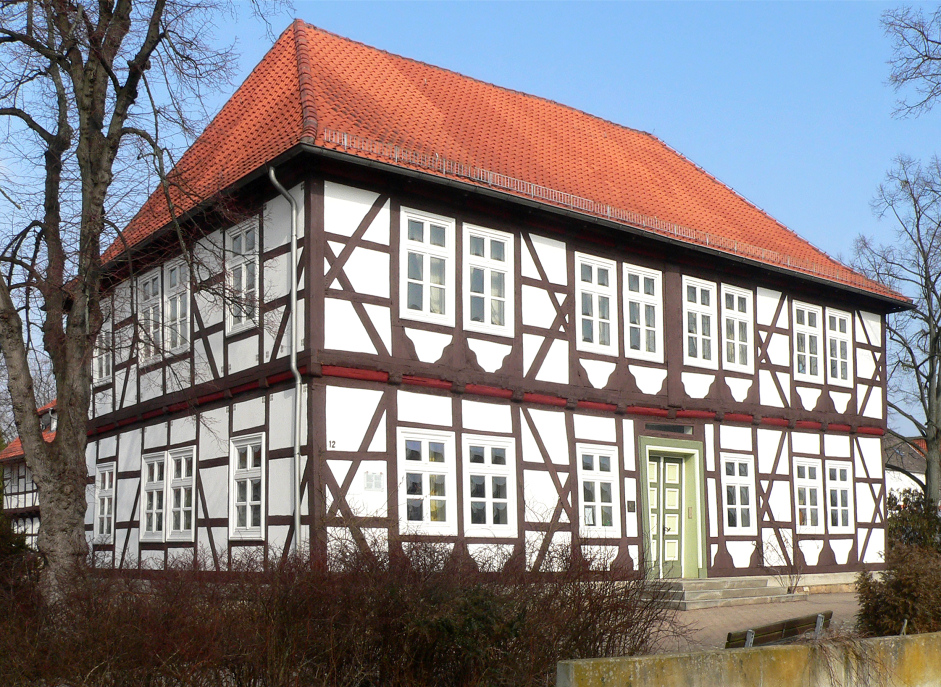
Tillyhaus, ehemals Sitz des Salzschreibers

Herzog Heinrich der Jüngere hatte 1542 eine erste herzogliche Salzordnung erlassen. Darin hieß es: „Hierin befahl er allen seinen Bediensteten und allen Salzsiedern, dass sie die Salzordnung unbedingt einzuhalten hätten, Holzverbrauch und Salzproduktion beim Salzschreiber aufschreiben, die Pfannen, wenn sechs Werk Salz gesotten sind, zu reinigen und bei Schaden vom Pfannenschmied reparieren zu lassen, Feuer nur in den Koten zu machen, kein Biergelage oder sonstige Versammlung von Leuten, die nicht sieden, zu dulden und auch kein Salz oder Holz zu stehlen. Hierzu werden Leibesstrafen angedroht.“ () Herzog Julius ließ diese Salzordnung 1579 noch erweitern und den Ablauf für die Salzsieder genauestens regeln. Sie waren jetzt verpflichtet, wöchentlich Meldung über ihre Produktion und Ausgaben an den (Ober)Salzschreiber zu machen, der dann dem Herzog persönlich Bericht erstatten musste. Außerdem war der Siedeprozess jetzt Tag und Nacht zu beaufsichtigen, was zusätzliches Personal erforderte. Der Salzschreiber war der oberste Beamte des Salzwerks, er war der fürstlichen Kammer in Wolfenbüttel unterstellt. Der Sitz des Salzschreibers war das Tillyhaus (wahrscheinlich 1595 erbaut). In diesem Haus hatte nach der gewonnenen Schlacht bei Lutter am Barenberge der kaiserliche Heerführer Tilly sein Hauptquartier aufgeschlagen, daraus wurde später der heutige Name des Hauses abgeleitet. Später war es der Sitz der Salinenverwaltung und Wohnung des jeweiligen Pächters.

### Betrieb im 19. und 20. Jahrhundert
Schon zu Beginn des 17. Jahrhunderts hatte es erste Versuche gegeben, die Saline zu verpachten, die aber wegen schwindender Einnahmen bald wieder aufgegeben wurden. Nachdem der Betrieb der Saline zu Beginn des 18. Jahrhunderts nicht mehr gewinnbringend war, wurde sie ab 1715 erneut verpachtet. Erster Pächter war Johann Garßen aus Gitter, der die Saline von 1715 bis 1745 führte. Ihm folgten bis 1909 neun weitere Pächter. Danach wurde die Saline wieder direkt der herzoglichen Verwaltung unterstellt.

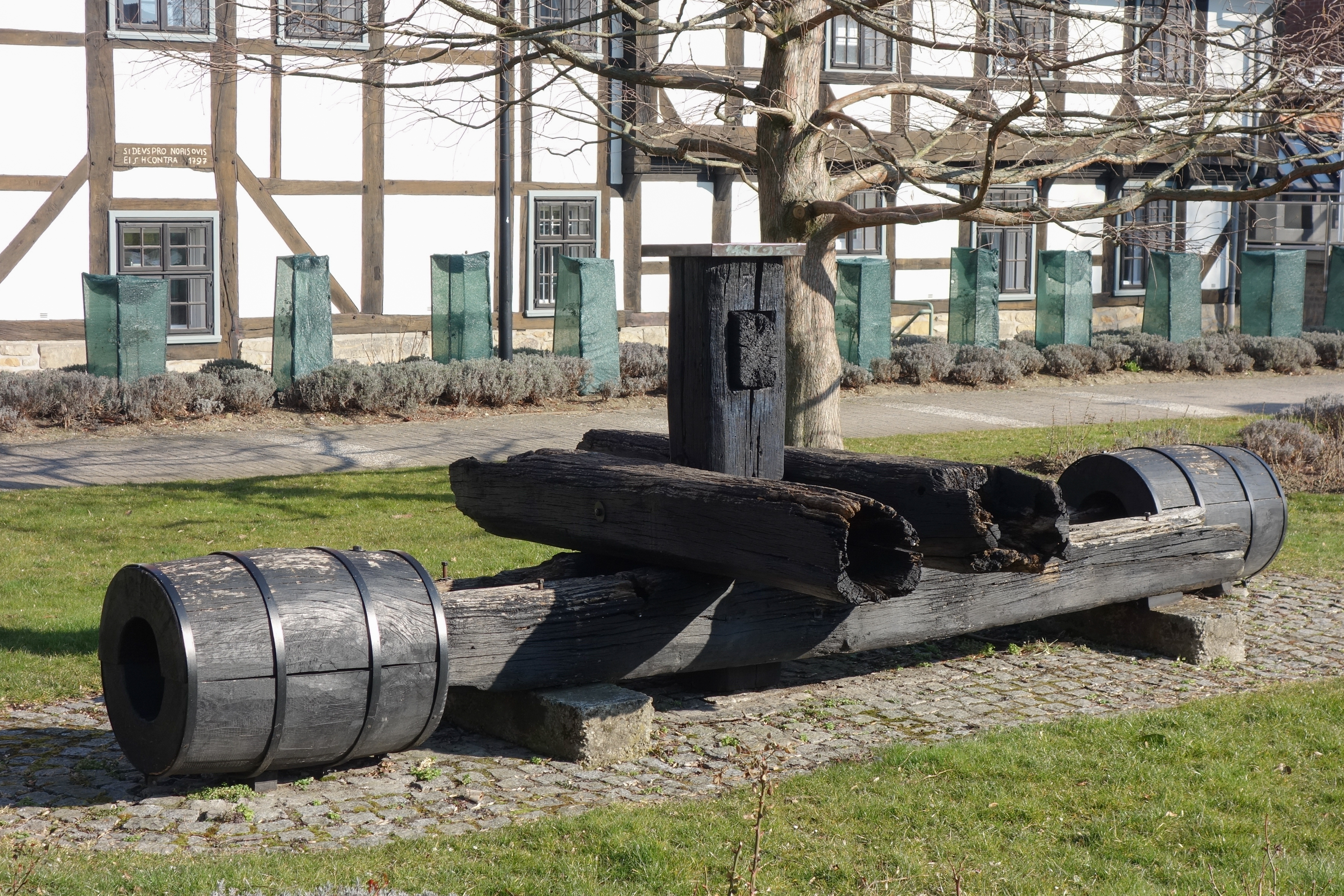
Pumpengestänge des alten Salzbrunnens der Saline

In der Napoleonischen Zeit (1806 bis 1813) wurde die Saline zum Eigentum des Königreichs Westphalen. Die Bezeichnung Salzliebenhalle wurde aufgehoben und die Saline war nun ein Teil der Gemeinde Salzgitter, die zum Distrikt Goslar im Departement der Oker des Königreichs Westphalen gehörte. Nach 1813 fiel die Saline an das Herzogtum Braunschweig zurück und wurde ab 1818 einem gemeinsamen Direktorium des Königs von Hannover und des Herzogs von Braunschweig unterstellt. Auch der Gutsbezirk Salzliebenhalle wurde wieder zur Braunschweigischen Exklave.
Albert Schloenbach (1811–1877), seit 1839 Obersalineninspektor der Saline und Hobby-Geologe, hatte die Umgebung der Salzquellen erforscht und kam zu dem Schluss, dass der Salzstock nicht sehr tief liegen könne. Er veranlasste daher, in der Nähe des alten Brunnens eine neue Tiefbohrung anzusetzen. Die Arbeiten wurden im Januar 1851 erfolgreich abgeschlossen, als man in 212 m Teufe auf Steinsalz getroffen war. Das Bohrloch wurde danach noch bis zu einer Endteufe von 224,05 m niedergebracht. Die Sole hatte einen mittleren Salzgehalt von 17 bis 20 %; sie ließ sich ohne weitere Anreicherung direkt in den Siedepfannen einsetzen, sodass die im Betrieb teuren Gradierwerke aufgegeben werden konnten.
In der Nacht vom 2. zum 3. November 1913 wurde die Saline durch ein Großfeuer zerstört. Es dauerte bis zum Mai 1915, bis die Gebäude wieder aufgebaut waren und der Betrieb neu aufgenommen werden konnte.
Die Saline wurde 1920/21 an die neugegründete „Saline Liebenhalle GmbH Hannover“ verkauft, ein Unternehmen der Chemischen Fabrik Egestorff/Hannover. Die neuen Eigentümer ließen die Saline 1923 noch einmal modernisieren. Nur wenig später, im Jahr 1925, musste die Saline nach dem Konkurs eines der Egestorffschen Eigentümer den Betrieb einstellen und wurde 1926 nach einem erneuten Brand endgültig stillgelegt. Die Soleförderung wurde in geringem Umfang zur Versorgung des Kurbetriebes fortgeführt.
Ende 1926 erwarb die Stadt Salzgitter Teile des Gutsbezirkes Salzliebenhalle, der zu dieser Zeit immer noch ein eigenständiger Bereich mit Zollschranken und Zollbeamten war. Einem im Dezember 1927 verabschiedeten Gesetz zur Auflösung der Gutsbezirke folgend wurde Salzliebenhalle (damals 8 Häuser mit 47 Einwohnern) zum 1. Oktober 1928 nach Salzgitter eingemeindet.

### Produktionszahlen
Über die jährliche Erzeugung an Salz gibt es nur wenige Quellen, sodass lediglich eine grobe Abschätzung der Gesamtproduktion möglich ist. So wurden im Jahr 1540 ca. 740 t/Jahr gefördert, bis 1605 war die Produktion auf 980 t/Jahr gestiegen und fiel bis 1632 auf 591 t/Jahr ab. Im 18. Jahrhundert wurden pro Jahr durchschnittlich 920 t Salz produziert. Zu Beginn des 19. Jahrhunderts musste die Produktion der Saline erheblich verringert werden. Grund waren die Einschränkungen zum Export des Salzgitterschen Salzes, die zum Schutz der anderen Salinen (Schöningen, Salzdahlum) des Braunschweigischen Herzogtums angeordnet worden waren. So durfte das Liebenhaller Salz ab 1822 nur noch in den Distrikten Harz und Weser (also westlich der Oker) verkauft werden. In der Folge gingen die Verdienstmöglichkeiten der Salzgitteraner stetig zurück, was das Wandermusikantentum der salzgitterschen Klesmer entstehen ließ. Als die Beschränkungen Ende des 19. Jahrhunderts wieder aufgehoben wurden, stieg die Produktion auf über 1000 t/Jahr. Insgesamt wurden einer Schätzung zufolge in der gesamten Betriebszeit der Saline etwa 700.000 t Salz produziert.

## Spätere Nutzung

### Kurbad Salzgitter
Ab 1879 wurde die gewonnene Sole erstmals auch zu Badezwecken eingesetzt. Die erste Badestube wurde im Tillyhaus betrieben und 1886 wurde ein eigenes Badehaus fertiggestellt. 1911 wurde es durch einen Neubau mit 20 Badezellen im „Kurgarten“ ersetzt, für dessen Bau einige der alten Salinenarbeiter-Wohnungen und das Brauhaus abgerissen wurden. Das Badehaus wurde bis 1972 betrieben und der Kurbetrieb danach in das Thermalsolebad verlegt.

### Rosengarten

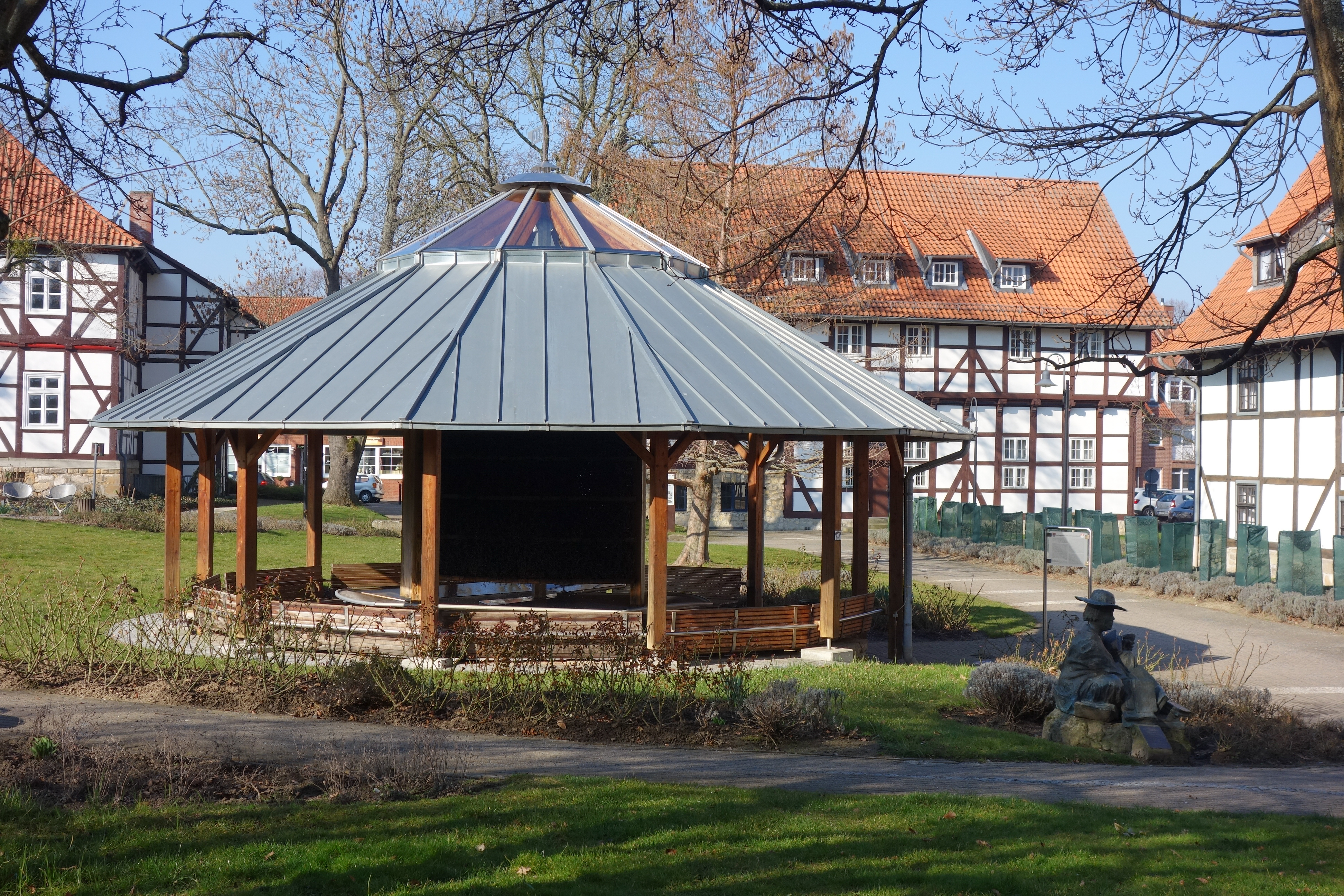
Gradierpavillon im Rosengarten

Im Zusammenhang mit dem Neubau des Thermalsolebades am Greifpark wurde Anfang 1971 beschlossen, die alte Solebohrung von 1852 nicht mehr zu reparieren, sondern stattdessen eine neue Bohrung niederzubringen. Sie wurde in der Nähe der alten Bohrung angesetzt und im Mai 1971 mit einer Teufe von 243 m fertiggestellt. Die erbohrte Sole hat eine Temperatur von 20 °C und einen Salzgehalt von 20–25 %, sie wird durch eine Rohrleitung zum 80 m höher liegenden und 1,4 km entfernten Thermalsolebad gefördert. Das Thermalbad wurde am 16. Februar 1972 eröffnet, das 1911 erbaute alte Badehaus im Kurpark danach abgerissen. Wenig später kam es im August 1972 zu einer Panne, als bei Arbeiten an der Pumpenanlage eine Salzfontäne ausbrach, die alle Pflanzen der Grünanlage vernichtete, darunter auch den alten Baumbestand des Kurparks.
Im Herbst 2009 wurde im Rosengarten ein kleines Gradierwerk in Form eines Pavillons eingeweiht, das durch Spenden aus der Bevölkerung finanziert worden war. Dieser Gradierpavillon veranschaulicht das Prinzip der Soleanreicherung mithilfe einer Rieselanlage und wurde zur Erinnerung an die Ursprünge der Stadt am Standort der alten Salzbrunnen aufgestellt. In unmittelbarer Nähe sind Reste der hölzernen Fördereinrichtung des bis 1851 betriebenen Schachtbrunnens ausgestellt, die 1969 geborgen worden waren.

## In Saline Salzliebenhalle geboren
- Alfred Wagner (1852–1931), preußischer und deutscher Landrat